# Aneflus pilosicornis
Aneflus pilosicornis là một loài bọ cánh cứng trong họ Cerambycidae.